# ロータス・109
ロータス・109 (Lotus 109) は、チーム・ロータスが1994年のF1世界選手権参戦用に開発したフォーミュラ1カーで、クリス・マーフィーが設計した。1994年の第5戦から最終戦まで実戦投入された。1958年以来F1に参戦してきたチーム・ロータスにとって最後のF1マシンとなった。決勝最高成績は7位。

## 概要
109は無限エンジン搭載のために新設計されたマシン。ジョニー・ハーバートのドライブで第5戦スペインGPにて実戦デビューし、アレッサンドロ・ザナルディは第7戦から使用した。
1993年限りでメインスポンサーのカストロールが撤退し、代わりの大口スポンサーを見つけられないまま資金難に見舞われた。また、アイルトン・セナやローランド・ラッツェンバーガーの事故死によるレギュレーション変更でまともにテストをすることが出来なかったことなどが重なり、実戦投入が当初予定より遅れた。実戦投入後も資金難から開発が進まず、入賞に届かない平凡な成績が続いた。
イタリアGPでは新型エンジンMF351HDをハーバートのマシンに投入し、予選4位を獲得した。これは1994年シーズンでの予選最上位となる。元々MF351HDは、翌1995年用のエンジンとして開発していたものを急遽前倒し投入した完全新設計エンジンで、最高出力は765馬力にも達した。しかし、決勝ではスタート直後、ジョーダンのエディー・アーバインに後方から追突されスピンアウト。この他にも混乱がありレースは再スタートとなったが、新型MF351HDを搭載したレースカーは使えなくなった。従来型MF351HCエンジンを搭載したスペアカーで再スタートせざるをえず、最終的にリタイヤとなった。
チームの資金難は深刻度を増し、管財人がチームに入るなど全くマシン開発がされなくなった。エースドライバーであるハーバートの契約をフラビオ・ブリアトーレがオーナーとなったリジェに売却した。以後エリック・ベルナール、ペドロ・ラミー、ミカ・サロ、フィリップ・アダムスなど短期間でのドライバー交代が立て続き、チーム状況を立て直せないままノーポイントでシーズンを終了した。
第13戦までドライブしたハーバートは109について「リヤ部の剛性が不足していた。そのためにリヤはロールする傾向が強く、これを抑えるためにリヤダンパーを思い切り硬い方向にセットしなければならない。そうするとリアのグリップを失う方向になるんだ。シーズンを通して同じ傾向だった」と特徴を語っている。
1995年に向けて109を元に112の開発も行われていたが、ロータスは資金難解消の目途が立てられずF1から撤退し、112が日の目を見ることはなかった。

## スペック

### シャーシ
- シャーシ名 109
- 全長 4,395 mm
- 全幅 2,000 mm
- 全高 1,000 mm
- ホイールベース 2,950 mm
- 前トレッド 1,650 mm
- 後トレッド 1,600 mm
- サスペンション (前) ダブルウィッシュボーン,プッシュロッド式 (カーボンファイバー製ブッシュロッド)
- サスペンション (後) ダブルウィッシュボーン,プッシュロッド式
- ギヤボックス 横置き,6速セミオートマチック
- クラッチ AP
- ブレーキキャリパー AP
- ブレーキディスク・パッド AP・ヒトコ・カーボンインダストリー[5]
- ホイール O・Z
- タイヤ グッドイヤー
- 車重 505 kg（含エンジン）

### エンジン
- エンジン名 無限MF351HC、MF351HD（カッコ内はMF351HDの値）
- 気筒数・角度 V型10気筒・72度
- 排気量 3,493cc （3,500cc）
- 全長 620mm（610mm）
- 全幅 550mm（530mm）
- 全高 520mm（480mm）
- 最高出力：680馬力以上（765馬力[3]）
- 乾燥重量：150kg （未公表）
- スパークプラグ NGK
- インジェクション&イグニッション ホンダPGM-FI / PGM-IG
- 燃料 BP
- 潤滑油 モービル

## 記録
| 年   | No. | ドライバー | 1   | 2   | 3   | 4   | 5   | 6   | 7   | 8   | 9   | 10  | 11  | 12  | 13  | 14  | 15  | 16  | ポイント | ランキング |
| 年   | No. | ドライバー | BRA | PAC | SMR | MON | ESP | CAN | FRA | GBR | GER | HUN | BEL | ITA | POR | EUR | JPN | AUS | ポイント | ランキング |
| ---- | --- | ---------- | --- | --- | --- | --- | --- | --- | --- | --- | --- | --- | --- | --- | --- | --- | --- | --- | -------- | ---------- |
| 1994 | 11  | ザナルディ |     |     |     |     |     |     | Ret | Ret | Ret | 13  |     | Ret |     |     |     |     | 0        | -          |
| 1994 | 11  | アダムス   |     |     |     |     |     |     |     |     |     |     | Ret |     | 16  |     |     |     | 0        | -          |
| 1994 | 11  | ベルナール |     |     |     |     |     |     |     |     |     |     |     |     |     | 18  |     |     | 0        | -          |
| 1994 | 11  | サロ       |     |     |     |     |     |     |     |     |     |     |     |     |     |     | 10  | Ret | 0        | -          |
| 1994 | 12  | ハーバート |     |     |     |     | Ret | 8   | 7   | 11  | Ret | Ret | 12  | Ret | 13  |     |     |     | 0        | -          |
| 1994 | 12  | ザナルディ |     |     |     |     |     |     |     |     |     |     |     |     |     | 16  | 13  | Ret | 0        | -          |